# Davina
Ne doit pas être confondu avec Davina Delor.
Davina, de son vrai nom Davina Bussey, née à Détroit, est une chanteuse et musicienne américaine de R&B.
Elle se fait notamment connaître par son single So Good (en) (1997) qui est notamment présente dans le film Hoodlum (1997). Un remix notable de cette chanson existe avec Raekwon du Wu-Tang Clan.
L'album Best of Both Worlds (en) (1998) sorti l'année suivante atteint la position no 34 sur le Top R&B/Hip-Hop Albums. Par la suite, elle sort l'album Return to Soul Volume One (2007).